# Sergentomyia pawlowskyi
Sergentomyia pawlowskyi är en tvåvingeart som först beskrevs av Perfiliew 1933.  Sergentomyia pawlowskyi ingår i släktet Sergentomyia och familjen fjärilsmyggor. Inga underarter finns listade i Catalogue of Life.